# Почтарьов Микола Іванович
Мико́ла Іва́нович Почтарьо́в (29 листопада 1923 — 16 листопада 1990) — радянський військовик, Герой Радянського Союзу (1944).

## Життєпис
Народився і зростав у місті Сватове.
У 1941 році був призваний до Радянської Армії.
На фронті зарекомендував себе мужнім і сміливим воїном. За відвагу, виявлену при визволенні столиці України міста Києва йому було присвоєне звання Героя Радянського Союзу.
У післявоєнний період працював на Сватівському олійно-екстракційному заводі — інспектором відділу кадрів, начальником цеху, заступником директора підприємства.

## Пам'ять
Рішенням виконкому Сватівської міської ради від 8 травня 1970 року № 82 Почтарьов М. І. «За заслуги по захисту Батьківщини і активну участь у громадському житті міста, на честь 25-річчя Перемоги радянського народу у Великій Вітчизняній війни 1941—1945 рр.» занесений до Книги Пошани з присвоєнням звання «Почесний громадянин міста Сватове».
У Сватовому одна з вулиць названа на честь Миколи Почтарьова.